# Stevns
El municipi de Stevns és un municipi danès de la Regió de Sjælland que va ser creat l'1 de gener del 2007 com a part de la Reforma Municipal Danesa, integrant els antics municipis de Vallø i Stevns. El municipi és situat al sud-est de l'illa de Sjælland abastant una superfície de 250 km².
La ciutat més important i la seu administrativa del municipi és Store Heddinge (3.492 habitants el 2009). Altres poblacions del municipi són:
- Barmhjertigheden
- Bjælkerup
- Endeslev
- Holteland
- Holtug
- Hårlev
- Højerup
- Klippinge
- Renge
- Rødvig
- Sigerslev
- Tommestrup
- Valløby

## Consell municipal
Resultats de les eleccions del 18 de novembre del 2009:
| Partit                       | vots | % vots |
| ---------------------------- | ---- | ------ |
| Socialdemokratiet            | 3377 | 28,1   |
| Det Radikale Venstre         | 253  | 2,1    |
| Det Konservative Folkeparti  | 947  | 7,9    |
| Det Konservative Folkeparti  | 1174 | 9,8    |
| Stevnslisten                 | 955  | 7,9    |
| Dansk Folkeparti             | 1087 | 9,0    |
| Venstre                      | 4125 | 34,3   |
| Enhedslisten - De Rød-Grønne | 95   | 0,8    |

### Alcaldes
| Alcalde           | Període               | Partit  |
| ----------------- | --------------------- | ------- |
| Poul Arne Nielsen | 1-1-2007 a 31-12-2009 | Venstre |
|                   | 1-1-2010 a 31-12-2013 |         |